# Josep Ricart i Roda
Josep Ricart i Roda   (Centelles, 27 de febrer de 1921 - Granollers, 11 de juny de 2003) fou un futbolista català de la dècada de 1940.

## Trajectòria
Començà la seva carrera a l'EC Granollers el 1940. La temporada 1942-43 juga amb el RCD Espanyol dos partits de copa. Fitxà pel FC Barcelona, jugant als equips inferiors. Jugà a segona divisió amb el RCD Mallorca i el Gimnàstic de Tarragona (1944-45 i 1945-46) i debutà a primera amb el RCD Espanyol, però només jugà un partit. Finalitzà la seva carrera novament a l'EC Granollers entre 1947 i 1951.